# Lijst van rijksmonumenten in Maastricht/Platielstraat
Een overzicht van de 16 rijksmonumenten in de stad Maastricht gelegen aan of bij de Platielstraat.
| Object | Oorspronkelijke functie? | Bouwjaar              | Architect | Locatie          | Coördinaten?                  | Nr.?  | Afbeelding                                                                 |
| --- | ------------------------ | --------------------- | --------- | ---------------- | ----------------------------- | ----- | -------------------------------------------------------------------------- |
| Huis met brede lijstgevel. Gevelsteen met voluten en papegaai 17 IN DE PAPEGAAY 66.                                                | Gebouw                   | 1766                  |           | Platielstraat 2  | 50° 50' 56" NB, 5° 41' 25" OL | 27504 | Meer afbeeldingen                                                          |
| Huis met lijstgevel. | Gebouw                   | 18e eeuw              |           | Platielstraat 3B | 50° 50' 56" NB, 5° 41' 25" OL | 27505 | Meer afbeeldingen                                                          |
| Huis met lijstgevel. | Woonhuis                 | 18e eeuw              |           | Platielstraat 5  | 50° 50' 56" NB, 5° 41' 25" OL | 27506 | Meer afbeeldingen                                                          |
| Huis met lijstgevel. | Gebouw                   | 18e eeuw              |           | Platielstraat 6A | 50° 50' 56" NB, 5° 41' 24" OL | 27507 | Meer afbeeldingen                                                          |
| Huis met lijstgevel. | Woonhuis                 | 18e eeuw              |           | Platielstraat 6B | 50° 50' 56" NB, 5° 41' 24" OL | 27508 | Meer afbeeldingen                                                          |
| Huis met lijstgevel. | Woonhuis                 | 18e eeuw              |           | Platielstraat 7  | 50° 50' 56" NB, 5° 41' 24" OL | 27509 | Meer afbeeldingen                                                          |
| Huis met lijstgevel. | Gebouw                   | 1724                  |           | Platielstraat 8  | 50° 50' 56" NB, 5° 41' 24" OL | 27510 | Meer afbeeldingen                                                          |
| Huis met voorgevel in de trant der zgn. Maaslandse renaissance eindigend in een hoofdgestel op consoles.                           | Gebouw                   | 17e eeuw              |           | Platielstraat 9  | 50° 50' 55" NB, 5° 41' 24" OL | 27511 | Meer afbeeldingen                                                          |
| Huis met eenvoudige lijstgevel. Koetspoort in een omlijsting van blokwerk.                                                         | Woonhuis                 | 19e eeuw              |           | Platielstraat 9A | 50° 50' 55" NB, 5° 41' 24" OL | 27512 | Huis met eenvoudige lijstgevel. Koetspoort in een omlijsting van blokwerk. |
| Huis met lijstgevel van hardsteen en een gevelsteen met de Aanbidding der Driekoningen en :epIphanIa DoMInI CaeLo eXaLtata (1714). | Woonhuis                 | 1714                  |           | Platielstraat 10 | 50° 50' 56" NB, 5° 41' 24" OL | 27513 | Meer afbeeldingen                                                          |
| Hoekhuis met lijstgevel. | Woonhuis                 | 18e eeuw              |           | Platielstraat 12 | 50° 50' 56" NB, 5° 41' 24" OL | 27514 | Meer afbeeldingen                                                          |
| Huis met brede voorgevel, in de trant der zgn. Maaslandse renaissance, eindigend in een hoofdgestel op consoles.                   | Woonhuis                 | 1700                  |           | Platielstraat 13 | 50° 50' 55" NB, 5° 41' 23" OL | 27515 | Meer afbeeldingen                                                          |
| Hoekhuis, waarvan de gevels eindigen in een Maaslands hoofdgestel met consoles.                                                    | Woonhuis                 | eerste helft 18e eeuw |           | Platielstraat 14 | 50° 50' 56" NB, 5° 41' 23" OL | 27516 | Meer afbeeldingen                                                          |
| Huis met brede lijstgevel. | Gebouw                   | derde kwart 18e eeuw  |           | Platielstraat 18 | 50° 50' 56" NB, 5° 41' 22" OL | 27517 | Meer afbeeldingen                                                          |
| Huisje met lijstgevel. | Gebouw                   | 18e eeuw              |           | Platielstraat 20 | 50° 50' 56" NB, 5° 41' 22" OL | 27518 | Meer afbeeldingen                                                          |
| Huis met smalle lijstgevel. | Woonhuis                 | 18e eeuw              |           | Platielstraat 22 | 50° 50' 56" NB, 5° 41' 22" OL | 27519 | Huis met smalle lijstgevel.                                                |